# Parco nazionale della Costa degli scheletri
Il Parco nazionale della Costa degli scheletri è un'area naturale protetta della Namibia, istituita nel 1973, che tutela la parte settentrionale della Costa degli scheletri, nel tratto compreso tra i fiumi Cunene e Ugab. 

## Territorio
La Costa degli scheletri è nota per essere particolarmente inospitale e difficile da raggiungere; verso l'interno il deserto si estende per decine di chilometri, e dal mare è difficile avvicinarsi a causa delle forti onde causate dalla corrente del Benguela. Per questi motivi la costa era chiamata "la terra che Dio ha creato con rabbia" dai boscimani, e "le sabbie dell'Inferno" (as areias do Inferno) dai portoghesi. Il nome odierno si riferisce agli innumerevoli relitti spiaggiati lungo la costa. La pericolosità della costa per la navigazione, anche in tempi recenti, è dovuta al trasporto sabbioso dalle dune al mare; ad effetto del vento le dune avanzano nel mare, la sabbia sollevata dal vento costituisce banchi sottomarini modellati dalla corrente anche a notevole distanza dalla costa, tali banchi sono molto difficili da identificare e mappare; i relitti incagliati nei banchi sono spesso ormai inglobati nelle sabbie costiere.